# Luis Belluga Moncada
Luis kardinal Belluga Moncada, španski rimskokatoliški duhovnik, škof in kardinal, * 30. november 1662, Motril, † 22. februar 1743.

## Življenjepis
9. februarja 1705 je bil imenovan za škofa španske Kartagine, 19. aprila istega leta je prejel škofovsko posvečenje in 11. novembra 1724 je odstopil s položaja.
29. novembra 1719 je bil povzdignjen v kardinala.